# Oligosita sakara
Oligosita sakara is een vliesvleugelig insect uit de familie Trichogrammatidae. De wetenschappelijke naam is voor het eerst geldig gepubliceerd in 2009 door Hayat & F.R. Khan.